# Tutu Puoane
Tutu Puoane (Pretoria, Atteridgeville, 1979. május 31. – ) dél-afrikai dzsesszénekes.

## Pályakép
Felső fokon a fokvárosi egyetemen tanult énekelni Jelena Reveshin és Virginia Davids tanítványaként. Számos díjat kapott nagy dél-afrikai dzsesszversenyeken, így 2001-ben a fiatal ígéretes tehetség elismerést a Daimler Chrysler versenyén.
Miután a Cape University Egyetem zenei főiskoláján befejezte a vokális tanulmányait, komoly szerződést ajánlottak neki, melyet elutasított, mert lehetőséget kapott a holland zongorista Jack van Polltól – aki akkoriban Fokvárosban élt és tanított –, hogy Európában fejlessze előadóművészként tovább magát.
2002-ben Tutu Európába költözött, és közel két évig tovább tanult a hágai királyi konzervatóriumban. Ezután Antwerpenben telepedett le.
A Tutu és a Brussels Jazz Orchestra együttműködésével alkották meg a „Mama Africa” című albumot, amely Miriam Makeba tiszteletére született. Ez az album SAMA díjat kapott 2011-ben, mint a Legjobb Hagyományos Jazz Album.
Tutu világszerte fellép, így Olaszországban, Németországban, Belgiumban, Hollandiában, Franciaországban, Luxemburgban, Svájcban és az USA-ban is.

## Lemezek
- We Have a Dream (2018)
- The Joni Mitchell Project[1]
- Ilanga (2014)
- Live at the Roma
- Breathe
- Mama Africa (2010)[2]
- Quiet Now
- Song
- Sail Away